# Love Letters (Película de 1983)
Love Letters es una película estadounidense de 1983, del género drama, dirigida y escrita por Amy Jones, protagonizada por  Jamie Lee Curtis y James Keach. Producida por Roger Corman.

## Actores
| Actor            | Personaje       |
| ---------------- | --------------- |
| Jamie Lee Curtis | Anna Winter     |
| James Keach      | Oliver Andrews  |
| Bonnie Bartlett  | Maggie Winter   |
| Matt Clark       | Chuck Winter    |
| Amy Madigan      | Wendy           |
| Brian Wood       | Frank           |
| Phil Coccioletti | Ralph Glass     |
| Larry Cedar      | Jake            |
| Rance Howard     | Joseph Chesley  |
| Jeff Doucette    | Hippy           |
| Sally Kirkland   | Sally           |
| Lyman Ward       | Morgan Crawford |
| Bud Cort         | Danny De Fronso |

- Datos: Q4271774